# École nationale supérieure polytechnique de Maroua
L'École nationale supérieure polytechnique de Maroua, en abrégé ENSPM, est l'un des établissements de l'Université de Maroua au Cameroun.
Elle délivre les diplômes d'ingénieur, d'architecte, de licence en sciences de l'ingénieur, master en sciences de l'ingénieur et doctorat/PhD en sciences de l'ingénieur.

## Présentation
Anciennement nommée Institut supérieur du Sahel (ISS), elle est le second établissement fonctionnel de l'Université de Maroua. Elle est opérationnelle depuis la rentrée académique 2019/2020. A la suite du Décret no 2017/350 du 6 juillet 2017, l'Institut supérieur du Sahel devient École nationale supérieure polytechnique de Maroua. Elle est dirigée par un directeur, Mohamadou Alidou, nommé en 2020 lors du conseil des ministres.

## Formation
L’école forme des ingénieurs dans diverses disciplines. Elle offre également des diplômes de Licence, Master et Doctorat/PhD en sciences de l'ingénieur.

### Cycle Ingénieur
L'ENSPM forme les ingénieurs dans les disciplines suivantes : agriculture, élevage et produits dérivés (AGEPD), Arts et Humanités Numériques(AHN), Énergies Renouvelables (ENREN), Génie du Textile et Cuir (GTC), Génie civil et Architecture (GCA), Hydraulique et maîtrise des Eaux (HYMAE), Informatique et Télécommunications (INFOTEL), Météorologie et climatologie (MC), Sciences Environnementales (SCIENV).

### Cycle sciences de l'ingénieur

#### Licence en sciences de l'ingénieur
Depuis octobre 2021, l'école forme dans les disciplines suivantes en sciences de l'Ingénieur: Agriculture, en Élevage et Produits Dérivés (AGEPD), Génie Civil et Architecture (GCA), Hydraulique et maitrise des Eaux (HYMAE), Informatique et télécommunications (INFOTEL), Sciences Environnementales (SCIENV).

#### Master en sciences de l'ingénieur
En octobre 2021, le cycle de master en sciences de l'ingénieur n'est pas opérationnel.

#### Doctorat / PhD en sciences de l'ingénieur
Les disciplines suivantes sont concernées: Agronomie, Énergétique et environnement, Génie mécanique, textile et hydraulique, Informatique et Télécommunications.

## Unités et laboratoires de recherche
Il existe au sein de cette école plusieurs unités et laboratoires de recherche.

## Unités rattachées
- L'incubateur des entreprises
- Le Centre d'Appui à la Technologie et l'Innovation (CATI)

### Admission
L'admission se fait essentiellement sur concours. Cependant le recrutement des candidats pour la formation continue et les stages de fonctionnement sont organisés par le directeur de l'ENSPM et se font sur étude de dossier.

### Enseignants
Elle compte plus de 80 enseignants chargés de l'encadrement des différents étudiants.

## Personnalités liées
Borel Taguia Kana, entrepreneur.